# Sợi mắc (dệt)

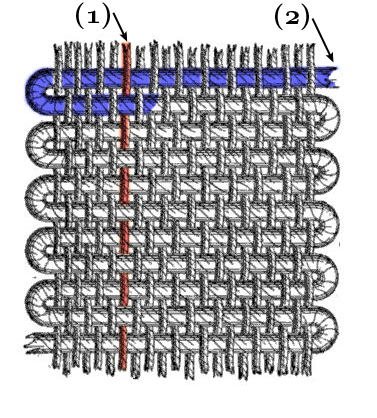
Họa đồ sợi mắc (1-màu đỏ) và sợi mành (2-màu xanh lam) trên hàng dệt

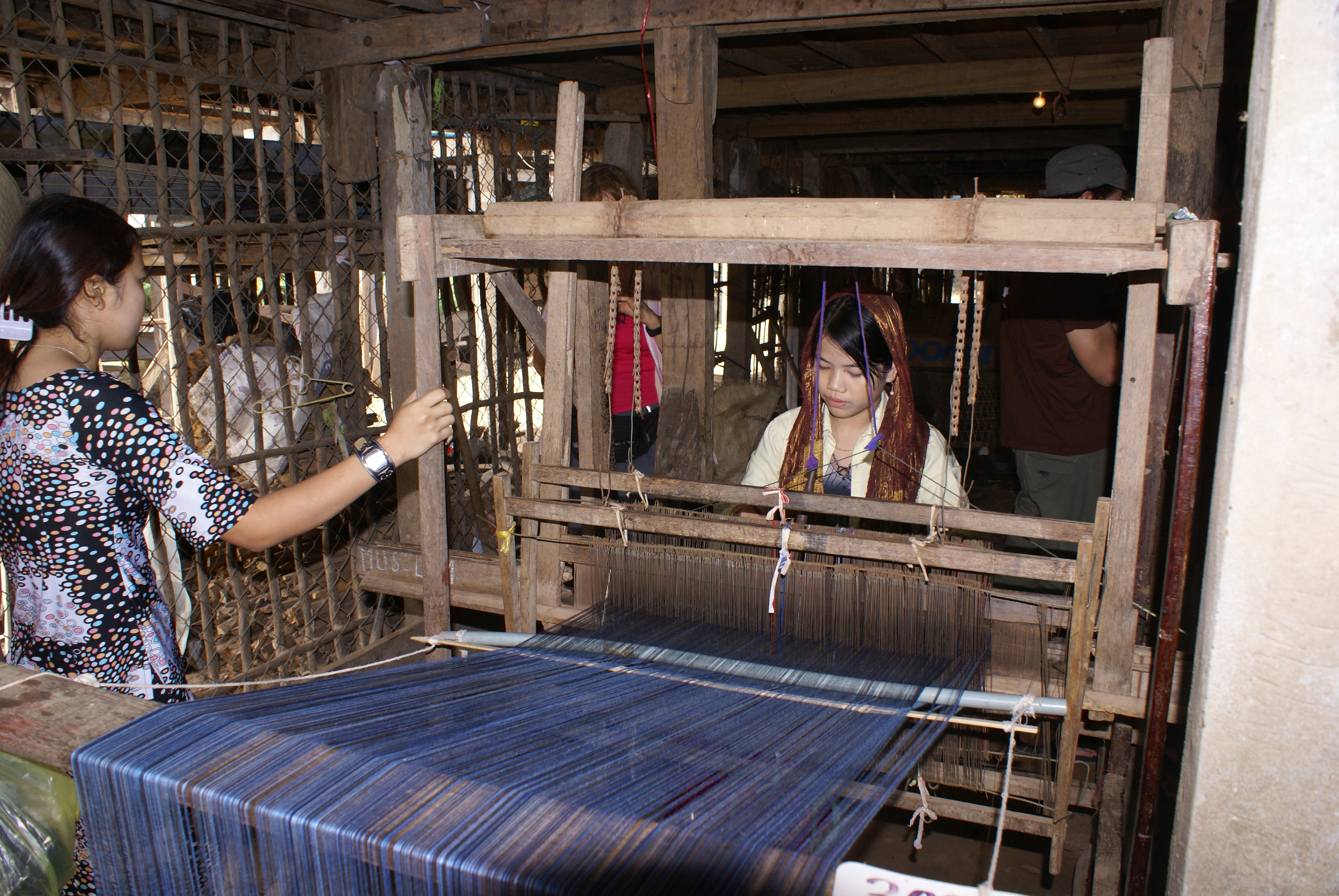
Sợi mắc trên khung cửi

Sợi mắc hay sợi dọc là tên gọi sợi trên khung dệt luồn theo chiều dọc của khúc vải đan qua những sợi ngang, tức sợi mành.
Ca dao vùng Kẻ Bưởi có câu:
Quay tơ ra mắc, ra mành
Mắc là sợi dọc, mành là sợi ngang
Nốt son anh dệt đầu làng
Nốt cục đem bán cho nàng Kẻ Đơ.
Sợi dệt là chỉ thường bằng len, tơ, hay bông. Để tăng sức bền chắc, sợi dệt được đem hồ bằng cách nhúng vào dung dịch, xưa kia là nước nấu với bột gạo, bột sắn, hay rong biển tùy theo công thức địa phương để thích hợp với loại sợi. Ngày nay nhiều sợi nhân tạo bằng nilông bền hơn được dùng trong ngành dệt. Vì sợi mắc phải chịu lực căng nên phải dùng chất liệu chắc bền hơn sợi mành. Sợi mắc thì gài lên khung cửi còn sợi mành luồn vào con thoi bắn theo chiều ngang. Sợi mắc bên ngoài cùng càng cần dùng những sợi chỉ chắc để làm biên tránh cho khỏi đứt.
Số sợi mắc gài lên khung tùy thuộc vào loại hàng dệt. Khi dệt lĩnh thì phải gài 5400 sợi. Khung cửi cổ truyền không mấy thay đổi cho đến khi cách mạng công nghệ vào thế kỷ 18 giúp tăng tốc độ dệt khi máy dệt xuất hiện vào năm 1785.